# Воскресенское (Воскресенское сельское поселение, Череповецкий район)
Воскресе́нское — село в Череповецком районе Вологодской области, административный центр Воскресенского сельского поселения и Воскресенского сельсовета. Прежнее и ныне сохранившееся разговорное название — Ёрга.
По переписи 2002 года население — 945 человек (424 мужчины, 521 женщина). Преобладающая национальность — русские (95 %).

## История
Село Воскресенское исторически имело название Ёрга, которое восходит, по-видимому, к наименованию реки, на которой стояло селение. Первые упоминания о Ёрге содержатся уже в актах XIV-XV веков. В начале XVI века село стало именоваться Ёргольским ямом, поскольку в нём жили ямщики, а извоз был основной повинностью крестьян этой волости. Это было связано с выгодным географическим положением на стыке трех дорог: Кирилловской, Белозерской и Череповецкой. В том же XVI веке село получило и своё второе название — Воскресенское (от названия храма Воскресения Словущего). Однако волость сохранила прежний топоним Ёрга, который со временем стал приводиться с уточняющим определением Старая Ёрга, так как в непосредственной близости выделилась ещё одна волость — Новая Ёрга.

С давних пор село и волость принадлежали крупным землевладельцам Монастырёвым, начиная с их родоначальника смоленского князя Александра Монастыря; в XIV веке перешли к боярскому роду Свибловых-Акинфовых. В 1566-1567 годах их потомок И. П. Федоров передал «старинную свою вотчину с. Воскресенское» Кирилло-Белозерскому монастырю. В конце XVI века в селе появился приход, который первоначально составлял часть владений вотчины Кирилло-Белозерского монастыря и управлялся посельским старцем. В конце XIX — начале XX веков в состав Воскресенского Староерговского прихода входили селения: с. Воскресенское (Старая Ёрга), Петрино, Давыдово, Сузорово, Ракольское (Ракомское), Кнутово, Горка, Новотрюмово, Остров, Дерешнинское, Доронцы, Романцово. Позже Воскресенское стало центром 1-й Петриневской волости Череповецкого уезда Новгородской губернии.

Среди промыслов наибольшее развитие получили бондарный, корзиночный и особенно гончарный. Развитию гончарного промысла в волости способствовало наличие богатых залежей глины и их удобное расположение. Особую известность гончары из Ёрги приобрели в XIX веке, когда село стало одним из крупных гончарных центров Вологодской губернии и страны в целом.
В 1924 году 1-я и 2-я Петриневские волости объединились в одну. 18 июля 1927 года был создан Петриневский район, центром которого стало Воскресенское. По данным тех лет здесь имелось 122 хозяйства с 582 жителямя. Была своя семилетняя школа, различные учреждения и организации. В 1955 году Петриневский район вошёл в состав Череповецкого района, а Воскресенское из статуса районного центра было низведено до положения административного центра Петриневского сельсовета.
1 января 2006 года Воскресенское стало центром новообразованного Воскресенского сельского поселения, которое было создано на базе Воскресенского, Аннинского, Ивановского и частично Дмитриевского сельсоветов.

## Общая информация
В селе есть два учреждения среднего образования (Воскресенская средняя образовательная школа и Петриневская коррекционная 8-го вида школа), Дом культуры и Центр народного творчества. Спортивные мероприятия проходят на сельском стадионе.

Лечение деревенских жителей осуществляется в Петриневской амбулатории. Погребение проходит на сельском кладбище близ села. Воскресенское относится к Череповецкому РОВД.

Доступны услуги сотовых операторов «МегаФон», «МТС», «Билайн». Присутствуют практически все федеральные телевизионные каналы.

Главным праздником села является Кузьмодемьянская ярмарка, которая проходит 14 июля.

## Население
| 2010 |
| ---- |
| 935  |

## Транспортное сообщение
Село расположено в 35 км от Череповца. От Череповца до Воскресенского постоянно курсируют прямые маршрутки.

В 0,5 км от села останавливается автобус Череповец-Кириллов, в 3 км от села — автобус Череповец-Белозерск.

Прямое сообщение с Вологдой отсутствует. Поэтому до областной столицы необходимо добираться через Череповец.

В 20 км от села расположен международный аэропорт «Череповец».

## Утраченные достопримечательности
- Воскресенская Староёрговская церковь — некогда главный храм села. Деревянная церковь была построена в 1784 году, каменная — в 1811 году. В церкви имелись следующие престолы: Воскресения Христова (главный), Крестителя Господня Иоанна Предтечи, Святителя Николая Мирликийского[7]. В 1934 году советская власть отказала в подписании договора аренды храма местной церковной общине и церковь была закрыта[8]. Службы окончательно прекратились, а в 1935 году храм разобрали сами жители и построили на этом месте почту и телеграф. Вскоре здание было переоборудовано под клуб, который сгорел в 1996 году.
- Космо-Дамиановская церковь. Построена в 1784 году, деревянная, имела один престол Космы и Дамиана [7]. Храм сгорел ещё до Октябрьской революции.

## Интересные факты
- До реформы укрупнения районов в 60-х годах XX века Воскресенское являлось районным центром Петриневского района Вологодской области. Село имело Райком КПСС, Райисполком, своё отделение НКВД (МВД), районную больницу и прочие атрибуты административного центра района.
- В наши дни село по-прежнему сохраняет два названия: официальное — Воскресенское, в живой речи местных жителей — Ёрга.
- Петриневская амбулатория и Петриневская коррекционная школа не находятся в соседней деревне Петрино, а расположены непосредственно в Воскресенском. Связано это было с тем что, волость, а впоследствии и сельсовет, центром которых являлось Воскресенское, назывались Петриневскими, что отразилось на наименовании этих учреждений.
- Воскресенское (Ёрга) прочно ассоциировалась в сознании череповчан с глиняной посудой, поэтому выходцев из села нередко называли прозвищами «горшечник» или «свистулечник»[9].